# T.C. Ziraat Bankası Spor Kulübü 2015-2016
Questa voce raccoglie le informazioni riguardanti il T.C. Ziraat Bankası Spor Kulübü nelle competizioni ufficiali della stagione 2015-2016.

## Organigramma societario
Area direttiva
- Presidente: Ali Kılıç

Area tecnica
- Allenatore: Fernando Benítez
- Allenatore in seconda: Görkem İşgüzar
- Assistente allenatore: Ersin Soysal
- Scoutman: Mustafa Korkmaz

## Rosa
| N° | Nome               | Ruolo | Data di nascita   | Nazionalità sportiva |
| -- | ------------------ | ----- | ----------------- | -------------------- |
| 1  | Selim Demir        | P     | 2 aprile 1996     | Turchia              |
| 2  | Jeroen Rauwerdink  | S     | 13 settembre 1985 | Paesi Bassi          |
| 3  | Leonardo Leyva     | S     | 23 marzo 1990     | Cuba                 |
| 5  | Burak Güngör       | S     | 28 luglio 1993    | Turchia              |
| 6  | Alexandre Ferreira | S     | 13 novembre 1991  | Portogallo           |
| 7  | Emre Savaş         | C     | 3 luglio 1995     | Turchia              |
| 8  | Marcus Nilsson     | O     | 7 ottobre 1982    | Svezia               |
| 9  | Oliver Venno       | O     | 23 maggio 1990    | Estonia              |
| 10 | Cansın Enaboifo    | S     | 9 luglio 1995     | Turchia              |
| 11 | Hüseyin Koç        | P     | 30 luglio 1979    | Turchia              |
| 12 | Fatih Uğur         | C     | 1º gennaio 1990   | Turchia              |
| 15 | Koray Şahin        | C     | 17 maggio 1993    | Turchia              |
| 16 | Volkan Döne        | L     | 19 febbraio 1987  | Turchia              |
| 17 | Cüneyt Dağcı       | C     | 13 febbraio 1985  | Turchia              |
| 18 | Serkan Kılıç       | L     | 31 maggio 1984    | Turchia              |

## Statistiche

### Statistiche di squadra
| Competizione     | Punti | In casa | In casa | In casa | In trasferta | In trasferta | In trasferta | Totale | Totale | Totale |
| Competizione     | Punti | G       | V       | P       | G            | V            | P            | G      | V      | P      |
| ---------------- | ----- | ------- | ------- | ------- | ------------ | ------------ | ------------ | ------ | ------ | ------ |
| Voleybol 1. Ligi | 41    | 11      | 9       | 2       | 10           | 4            | 6            | 27     | 19     | 8      |
| Champions League | 15    | 4       | 4       | 0       | 4            | 2            | 2            | 8      | 6      | 2      |
| Totale           | -     | 15      | 13      | 2       | 14           | 6            | 8            | 35     | 25     | 10     |

G = partite giocate; V = partite vinte; P = partite perse

### Statistiche dei giocatori
| Giocatore     | Voleybol 1. Ligi | Voleybol 1. Ligi | Voleybol 1. Ligi | Voleybol 1. Ligi | Voleybol 1. Ligi | Champions League | Champions League | Champions League | Champions League | Champions League | Totale | Totale | Totale | Totale | Totale |
| Giocatore     | P                | PT               | AV               | MV               | BV               | P                | PT               | AV               | MV               | BV               | P      | PT     | AV     | MV     | BV     |
| ------------- | ---------------- | ---------------- | ---------------- | ---------------- | ---------------- | ---------------- | ---------------- | ---------------- | ---------------- | ---------------- | ------ | ------ | ------ | ------ | ------ |
| C. Dağcı      | 25               | 202              | 137              | 54               | 11               | 7                | 57               | 43               | 11               | 3                | 32     | 259    | 180    | 65     | 14     |
| S. Demir      | 26               | 2                | 1                | 0                | 1                | 7                | 1                | 0                | 0                | 1                | 33     | 3      | 1      | 0      | 2      |
| V. Döne       | 19               | 1                | 1                | 0                | 0                | 5                | 0                | 0                | 0                | 0                | 24     | 1      | 1      | 0      | 0      |
| C. Enaboifo   | 4                | 14               | 10               | 2                | 2                | 0                | 0                | 0                | 0                | 0                | 4      | 14     | 10     | 2      | 2      |
| A. Ferreira   | 19               | 119              | 90               | 16               | 13               | 7                | 77               | 63               | 8                | 6                | 26     | 196    | 153    | 24     | 19     |
| B. Güngör     | 26               | 172              | 124              | 35               | 13               | 7                | 30               | 25               | 4                | 1                | 33     | 202    | 149    | 39     | 14     |
| S. Kılıç      | 24               | 1                | 0                | 1                | 0                | 6                | 0                | 0                | 0                | 0                | 30     | 1      | 0      | 1      | 0      |
| H. Koç        | 27               | 87               | 46               | 35               | 6                | 7                | 25               | 13               | 10               | 2                | 34     | 112    | 59     | 45     | 8      |
| L. Leyva      | 14               | 44               | 38               | 6                | 0                | 1                | 1                | 1                | 0                | 0                | 15     | 45     | 39     | 6      | 0      |
| M. Nilsson    | 24               | 327              | 292              | 32               | 48               | 7                | 103              | 79               | 4                | 20               | 31     | 430    | 371    | 36     | 68     |
| J. Rauwerdink | 27               | 236              | 198              | 30               | 8                | 7                | 65               | 60               | 2                | 3                | 34     | 301    | 258    | 32     | 11     |
| K. Şahin      | 11               | 58               | 32               | 23               | 3                | 1                | 5                | 4                | 1                | 0                | 12     | 63     | 36     | 24     | 3      |
| E. Savaş      | 23               | 136              | 81               | 48               | 7                | 7                | 29               | 19               | 5                | 5                | 30     | 165    | 100    | 53     | 12     |
| F. Uğur       | 9                | 37               | 19               | 11               | 7                | 2                | 1                | 1                | 0                | 0                | 11     | 38     | 20     | 11     | 7      |
| O. Venno      | 20               | 120              | 99               | 18               | 3                | 4                | 6                | 5                | 0                | 1                | 24     | 126    | 104    | 18     | 4      |

P = presenze; PT = punti totali; AV = attacchi vincenti; MV = muri vincenti; BV = battute vincenti